# كونور لامب
كونور لامب (بالإنجليزية: Conor Lamb)‏ هو مدع ومحامي وسياسي أمريكي، ولد في 27 يونيو 1984 في واشنطن العاصمة في الولايات المتحدة. حزبياً، نشط في الحزب الديمقراطي. في انتخابات مجلس النواب الأمريكي 2016، انتخب عضو مجلس النواب الأمريكي عن دائرة Pennsylvania's 18th congressional district ‏ وقد انضم خلال فترته النيابية ‏ (12 أبريل 2018 – 3 يناير 2019)  للكتلة البرلمانية الحزب الديمقراطي وانتخب عضو مجلس النواب الأمريكي.

## وصلات خارجية
- الموقع الرسمي